# خیزآب موج
خیزآب موج به معنی افزایش تراز متوسط سطح آب ناشی از حضور امواج شکنا است. به صورت مشابه، به کاهش تراز متوسط سطح آب بر اثر امواج پیش از شکست موج (در فرایند کم‌ژرفایی) فروآب گفته می‌شود. معمولاً کل این فرایند، (شامل افزایش و کاهش تراز متوسط سطح آب) به اختصار خیزآب موج نامیده می‌شود. این خیزآب درون و نزدیک به ناحیهٔ شکست رخ می‌دهد. ممکن است که افزون بر تغییرات مکانی، تغییرات زمانی نیز در خیزآب موج وجود داشته باشد که منجر به پرتو موج فروگرانشی می‌شود.
می‌توان خیزآب موج را با لحاظ کردن تغییرات تنش تشعشعی به صورت ریاضی مدل‌سازی کرد. تنش تشعشعی تنسور شار اندازهٔ حرکت افقی اضافی ناشی از حضور امواج است.

## درون و نزدیک ناحیهٔ شکست
بر اثر پدیدهٔ کم‌ژرفایی، با نزدیک شدن موج به ساحل و کاهش عمق آب، ارتفاع موج افزایش می‌یابد. در نتیجه، شار اندازهٔ حرکت افقی اضافی ناشی از موج به وجود می‌آید. باید این شار اضافی در معادلات اندازهٔ حرکت افقی جریان اعمال شود؛ بنابراین کاهشی در تراز متوسط سطح آب پدید می‌آید که فروآب نامیده می‌شود. این کاهش پیش از شکست موج اتفاق می‌افتد.
پس از شکست موج، شار انرژی موج به دلیل اتلاف انرژی کاهش می‌یابد. این کاهش منجر به کم شدن تنش تشعشعی پس از نقطهٔ شکست می‌شود و در نتیجهٔ آن، تراز سطح آزاد افزایش می‌یابد تا تعادل اندازهٔ حرکت حفظ شود که خیزآب خوانده می‌شود. دو فرایند یادشده تنها در شرایطی که شیب بستر ساحلی ملایم باشد، رخ می‌دهند.